# Chřástal příčkovaný
Chřástal příčkovaný (Hypotaenidia torquata) je pták z čeledi chřástalovití (Rallidae). Vyskytuje se v oblasti deštných pralesů v Indonésii a na Filipínách.

## Poddruhy
Utváří následující poddruhy:
- H. t. celebensis (Quoy & Gaimard, 1832)
- H. t. kuehni (Rothschild, 1902)
- H. t. limaria (Peters, JL, 1934)
- H. t. sulcirostris (Wallace, 1863)
- H. t. torquata (Linnaeus, 1766)

## Galerie

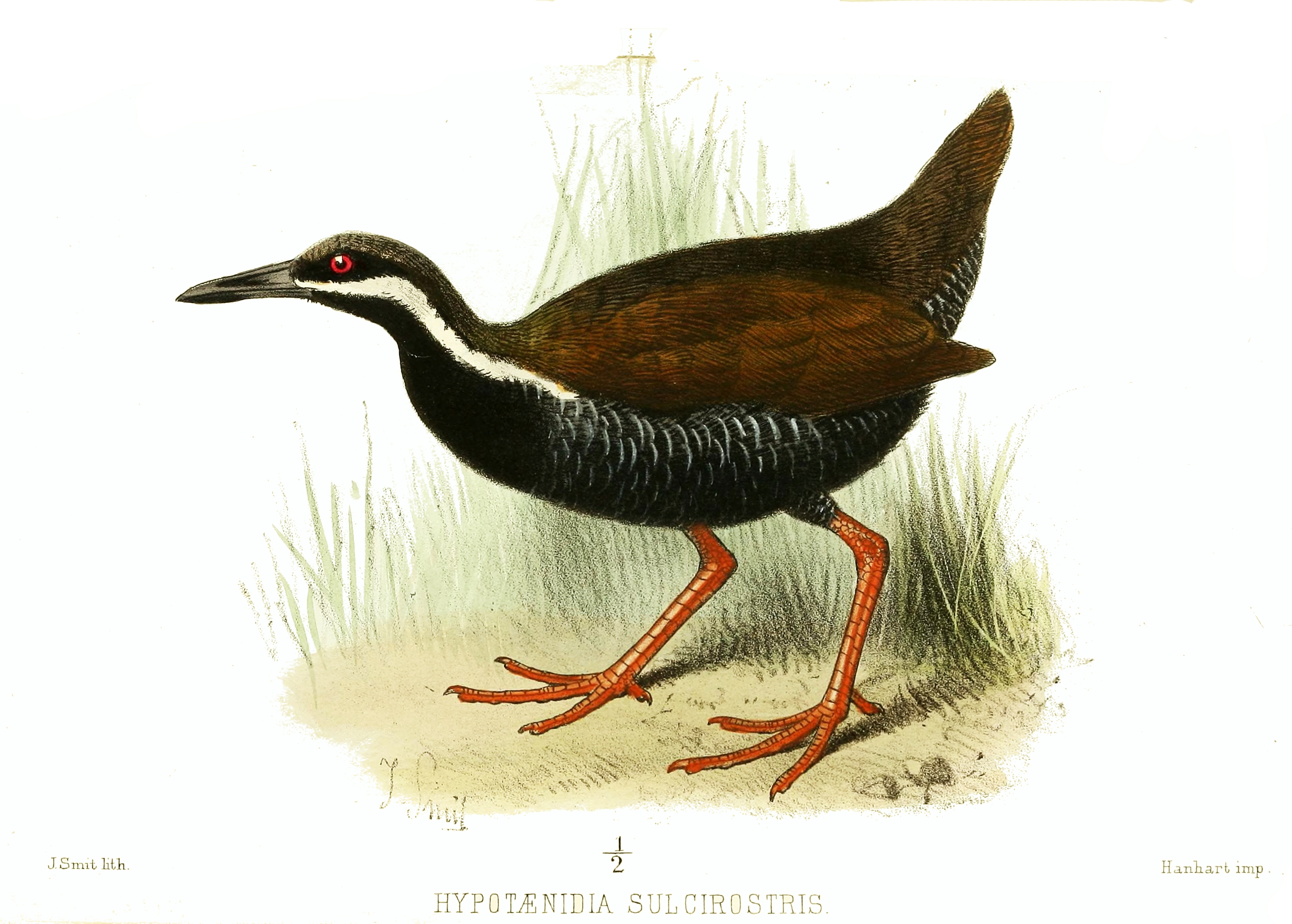
Chřástal příčkovaný na ilustraci Josepha Smita z roku 1880